# Orsinome listeri
Orsinome listeri là một loài nhện trong họ Tetragnathidae.
Loài này thuộc chi Orsinome. Orsinome listeri được miêu tả năm 1921 bởi Gravely.